# Pinoresinol
Pinoresinol je tetrahydrofuranový lignan nacházející se v sturačích (Styrax sp.), zlatici převislé (Forsythia suspensa) a zlatici korejské (Forsythia koreana).
Také byl nalezen v housenkách běláska řepového (Pieris rapae), kde slouží k ochraně před mravenci.
U potravin byl nalezen v sezamových semenech, brukvích a olivovém oleji.
Pinoresinol je toxický pro larvy některých druhů hmyzu, jako jsou Oncopeltus fasciatus a Rhodnius prolixus, vektor Chagasovy choroby.
Pinoresinol se z rostlin dosud nepodařilo získat s větší účinností.

## Biosyntéza
První dirigentový protein, objevený u zlatice prostřední (Forsythia intermedia), řídí přímou stereoselektivní biosynthézu (+)-pinoresinolu z koniferylalkoholu.
Druhý dirigentový protein byl nalezen u huseníčku rolního (Arabidopsis thaliana) a řídí enantioselektivní syntézu (-)-pinoresinolu.

## Farmakologické vlastnosti
Pinoresinol inhibuje enzym α-glukosidázu a může tak snižovat hladinu cukru v krvi. Pinoresinol má in vitro chemopreventivní vlastnosti. Způsobuje také navýšení míry apoptózy ve fázi G2/M u buměk chránících proti p53.
Pinoresinol z olivového oleje zlepšuje absorpci vitaminu D ve střevech.

## Metabolismus
Pinoresinol je, podobně jako další rostlinné lignany, střevními bakteriemi přeměňován na enterolignany.